# Gallikanism
Gallikansk leder hit. Äldre franska liturgiska former, se gallikansk liturgi.

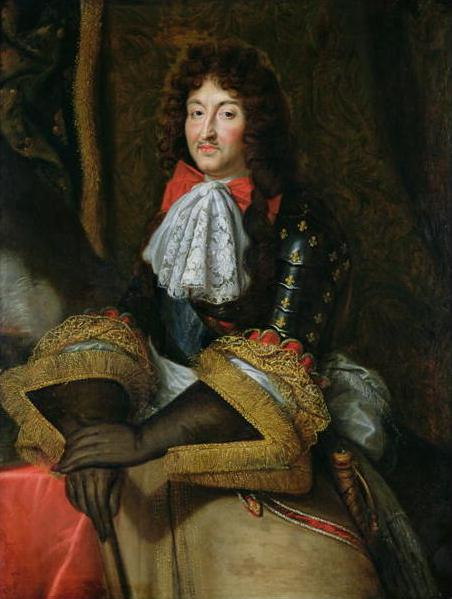
Kung Ludvig XIV av Frankrike ville skapa en nationalkyrka, åtminstone delvis underställd honom.

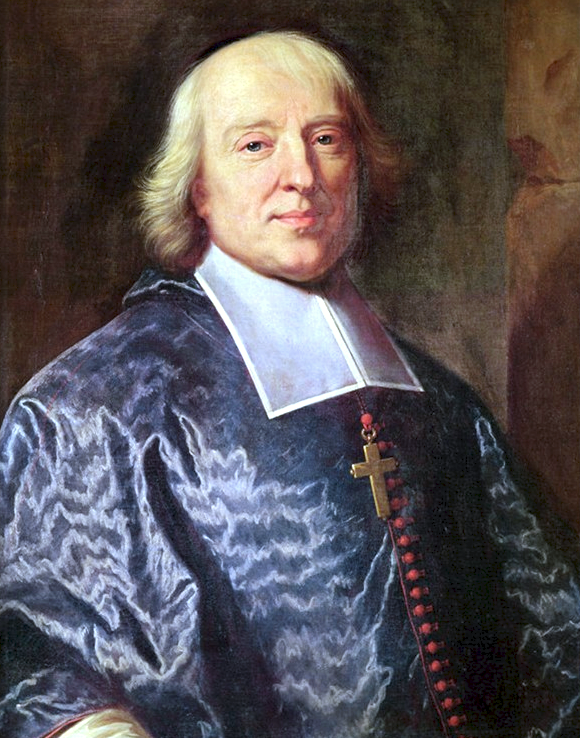
Biskop Jacques-Bénigne Bossuet (1627-1704) skrev utkastet till Declaratio cleri gallicani, de fyra gallikanska artiklarna som antogs av kyrkomötet i Paris 1682. Målning av Hyacinthe Rigaud.

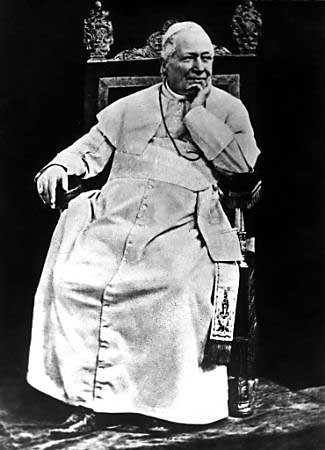
Påven Pius IX sammankallade Första vatikankonciliet, som avvisade tre av de fyra gallikanska artiklarna.

Gallikanismen är tankar, idéer och historiska strävande efter att utforma den franska katolska kyrkan  till en nationalkyrka, där biskoparna och monarken samarbetar för att uppnå viss självständighet gentemot påvedömet. Namnet kan syfta både på rent politiska strävanden och på strömningens teologiska grundvalar, och kommer från den gamla Romarrikesprovinsen Gallien som ungefär motsvarar det nuvarande Frankrike. Gallikanismens anhängare talade gärna om den franska katolska kyrkan som den Gallikanska kyrkan, och benämningen återfinns särskilt när man pratar om den franska Katolska kyrkans mer gallikanskt präglade epoker. Benämningen gallikanism uppkom under 1800-talet för att definiera motpolen till tidens ultramontanism, som betonade påvestolens världsliga makt.
Gallikanismen består av tre basala tankar eller principer: att den franske kungen är självständig och oberoende i världsliga frågor, att ekumeniska koncilier är överordnade påven, och slutligen att prästerskapet och monarken samarbetar på nationell nivå gentemot Rom. De flesta av gallikanismens anhängare betraktade inte gallikanismens tankar som något nytt, utan som ett återuppväckande av principer från kristendomens allra äldsta tid. Gallikanismen bestred heller inte påvens överhöghet, men menade att denna begränsades av olika faktorer.  Den mest berömda formuleringen av gallikanismen är de fyra gallikanska artiklarna, som antogs av kyrkomötet i Paris 1682, och kan sammanfattas som
1. Påven har den yttersta andliga makten, men ingen världslig sådan.
2. Påven är underställd de ekumeniska koncilierna, så som deklarerades av Konciliet i Konstanz under tidigt 1400-tal.
3. De urgamla franska kyrkosederna gäller, och kan inte ogiltigförklaras av Rom. (I klartext avsågs de världsliga härskarnas rätt att utse biskopar samt att ta hand om inkomsterna från stift som saknar biskop.)
4. I trosfrågor måste påvens yttranden bekräftas av ett allmänt kyrkomöte (eller annorlunda uttryckt: påven är inte i sig själv ofelbar).[2][4][5][6]

Genom 1500-talets reformation minskade kyrkans auktoritet, och under 16- och 1700-talet blev nationalismen en kraft att räkna med. Bägge sakerna ledde till en krock mellan den påvliga makten och staternas strävanden efter nationell suveränitet, och allra tydligast i Frankrike. Liknande strävanden efter självständighet i någon nationell katolska kyrka kallas ibland fortfarande för gallikanism. Liknande historiska strömningar i andra länder, som febronianism i Tyskland och josefinism i Österrike, anses påverkade av gallikanismen.

## Historisk översikt
Gallikanismens äldsta rötter kan hittas på Karl den stores (742-814) tid. Ett gott exempel på kampen mellan kunga- och påvemakt är striden mellan kung Filip IV av Frankrike (1268-1314) och påven Bonifatius VIII (1235-1303), där kungen bland annat hävdade rätten att ta in pengar från vakanta stift, det vill säga stift som för tillfället saknade biskop. Under de kommande 150 åren utvecklades konciliarismen, teorin eller åsikten att konciliet såsom allmänt kyrkomöte är överordnat påven. Två viktig händelser skedde under denna tid när kungar tog beslut i samarbete med biskopsförsamlingar. Den första inträffade under påveschismen (den stora schismen, den västliga schismen) när det fanns påvar i både Rom och franska Avignon. Karl VI av Frankrike beslöt efter en nationell biskopssynod 1398 att inte längre lyda Benedictus XIII i Avignon, dock utan att istället erkänna Bonifatius IX i Rom med argumentet att den sistnämnde inte längre agerade för folkets bästa. Den andra viktiga händelsen var 1438 då Karl VII av Frankrike med stöd av en annan nationell synod utfärdade den Pragmatiska sanktionen i Bourges, som stärkte kungamakten gentemot påvens.
Som uttalad ideologi existerade gallikanismen från 1300-talet. Bland tidiga teologer med betydelse för de gallikanska strävandena finns Pierre d’Ailly (1350-1420) och Jean Gerson (1363-1429). De teoretiska och teologiska principerna utvecklades vidare av den franske juristen Pierre Pithou som i boken Les Libertés de l’église gallicane (motsv. "Den gallikanska kyrkans friheter"), utgiven 1594, formulerade gallikanismens grundvalar i 83 artiklar. Hit hörde kungens oberoende av påven, och hans rätt att sammankalla nationella biskopsmöten. Boken godkände enbart de delar av det Tridentinska kyrkomötets beslut som inte stred mot den pragmatiska sanktionen, och den fördömdes av påven.
De fyra gallikanska artiklarna nämnda i artikelns inledning, Declaratio cleri gallicani, formulerades av biskop Jacques-Bénigne Bossuet och antogs av de 36 prelater och 34 andra präster som kung Ludvig XIV sammankallat till kyrkomöte i Paris 19 mars 1682 Kung Ludvig ville skapa en praktiskt taget självständig statskyrka som lydde under monarken, vilket givetvis mötte stort motstånd i Rom. Såväl påven Innocentius XI som Alexander VIII förkastade kung Ludvigs biskopskandidater och Alexander fördömde artiklarna 1690. Kungen tog tillbaka dem 1693, men de hade ändå stort inflytande under hela 1700-talet.
1700-talets rationalism angrep katolicismens själva grundvalar och minskade därmed det franska engagemanget i gallikanismen, och efter den franska revolutionen var den mycket försvagad. Det Första vatikankonciliet 1869-1870 utdelade dödsstöten mot gallikanismen genom att klart ta ställning för dess motpol ultramontanismen, och ta avstånd från tre av gallikanismens fyra artiklar.

### Källnoter
1. ↑  Nordisk familjebok, spalt 628
2. 1 2 3 4 5 6 7 8 9 10 11  Encyclopaedia Britannica: Gallicanism
3. 1 2 3 4  Nationalencyklopedin
4. 1 2 3 4 5 6 7 8  Catholic Encyclopedia
5. 1 2 3  Encyclopaedia Britannica: Roman Catholicism, The Gallican Problem
6. 1 2  Nordisk familjebok, spalt 631
7. 1 2  Nordisk familjebok, spalt 630
8. 1 2  Hallonsten